# 布倫瑞克-沃爾芬比特爾的瑪麗亞
不倫瑞克-沃爾芬比特爾的瑪麗亞（德語：Maria von Braunschweig-Wolfenbüttel，1566年1月13日—1626年8月13日）是沃爾芬比特爾親王尤里烏斯的女兒，母親是布蘭登堡的海德薇希。

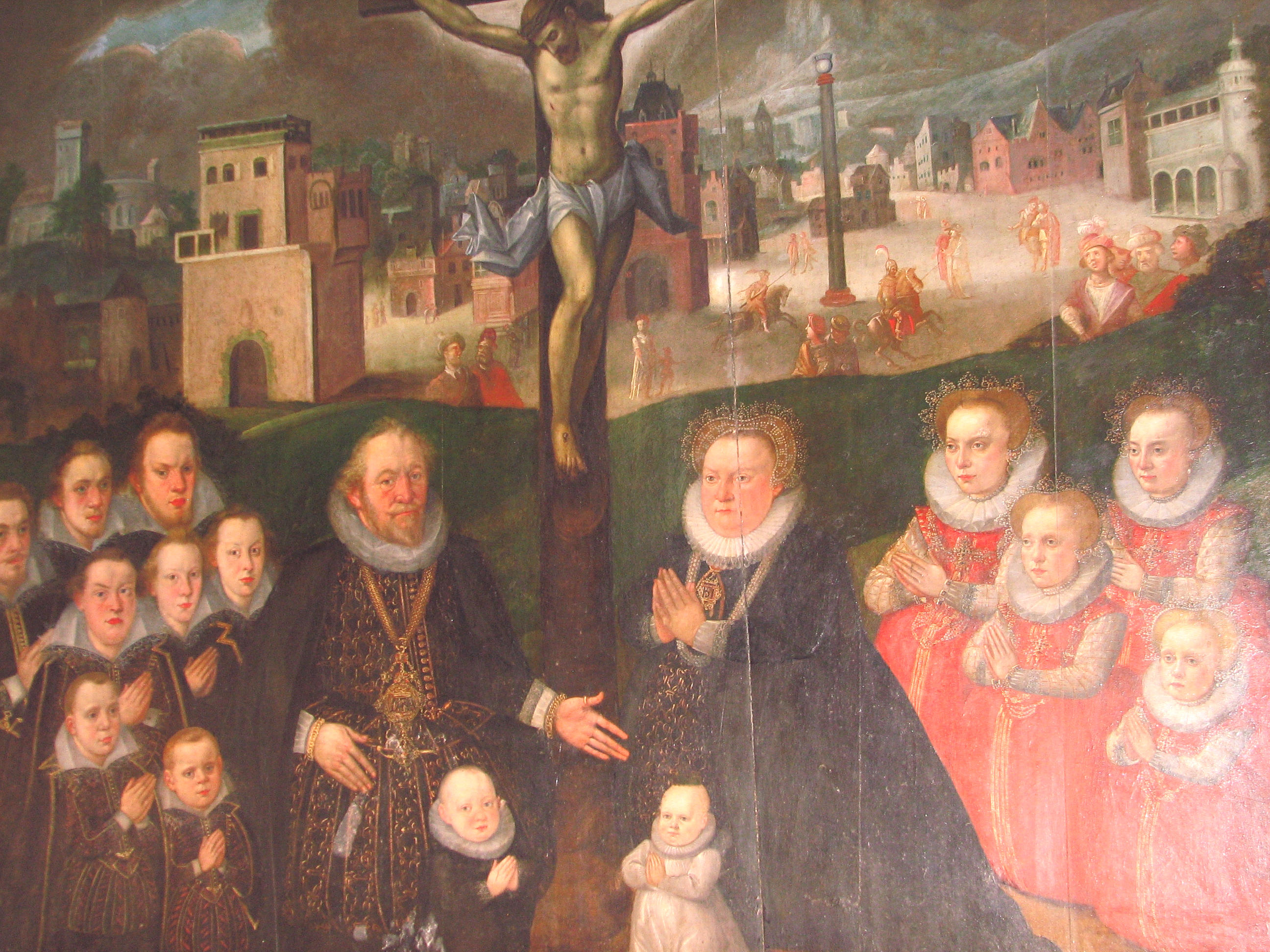
瑪麗亞（右）

## 家庭
1582年，瑪麗亞和薩克森-勞恩堡公爵法蘭茲二世結婚，兩人共有六個兒子：
1. 法蘭茲·尤里烏斯（英语：Julius, Duke of Brunswick-Lüneburg）（1584年—1634年）
2. 尤里烏斯·海因里希（1586年—1665年）
3. 法蘭茲·卡爾（英语：Francis Charles of Saxe-Lauenburg）（1594年—1660年）
4. 魯道夫·馬克西米利安（1596年—1647年）
5. 法蘭茲·阿爾布雷希特（1598年—1642年）
6. 法蘭茲·海因里希（英语：Duke Francis Henry of Saxe-Lauenburg）（1604年—1658年）